# 세종메디피아
세종메디피아(영어: Sejong Medipia)는 세종특별자치시 나성동에 위치한 상업시설이다.

## 위치
- 세종시 2-4생활권 CB-3-2 세종메디피아빌딩

## 같이 보기
- 세종특별자치시의 상업시설 목록